# Pelican Bay (Florida)
Pelican Bay ist ein census-designated place (CDP) im Collier County im US-Bundesstaat Florida. Das U.S. Census Bureau hat bei der Volkszählung 2020 eine Einwohnerzahl von 6.660 ermittelt.

## Geographie
Pelican Bay grenzt direkt nördlich an Naples und liegt am Golf von Mexiko. Der CDP wird vom Tamiami Trail (U.S. 41) tangiert.

## Demographische Daten
Laut der Volkszählung 2010 verteilten sich die damaligen 6346 Einwohner auf 6483 Haushalte, davon sind die meisten als Zweitwohnsitz genutzte Ferienwohnungen. Die Bevölkerungsdichte lag bei 755,5 Einw./km². 98,8 % der Bevölkerung bezeichneten sich als Weiße, 0,1 % als Afroamerikaner und 0,8 % als Asian Americans. 0,1 % gaben die Angehörigkeit zu einer anderen Ethnie und 0,2 % zu mehreren Ethnien an. 1,0 % der Bevölkerung bestand aus Hispanics oder Latinos.
Im Jahr 2010 lebten in 2,4 % aller Haushalte Kinder unter 18 Jahren sowie 80,7 % aller Haushalte Personen mit mindestens 65 Jahren. 67,3 % der Haushalte waren Familienhaushalte (bestehend aus verheirateten Paaren mit oder ohne Nachkommen bzw. einem Elternteil mit Nachkomme). Die durchschnittliche Größe eines Haushalts lag bei 1,76 Personen und die durchschnittliche Familiengröße bei 2,09 Personen.
2,5 % der Bevölkerung waren jünger als 20 Jahre, 1,6 % waren 20 bis 39 Jahre alt, 10,9 % waren 40 bis 59 Jahre alt und 85,0 % waren mindestens 60 Jahre alt. Das mittlere Alter betrug 71 Jahre. 45,9 % der Bevölkerung waren männlich und 54,1 % weiblich.
Das durchschnittliche Jahreseinkommen lag bei 97.971 $, dabei lebten 3,0 % der Bevölkerung unter der Armutsgrenze.
Im Jahr 2000 war Englisch die Muttersprache von 96,74 % der Bevölkerung, spanisch sprachen 1,03 % und 2,24 % sprachen deutsch.